# Notre-Dame-de-Vaulx
Notre-Dame-de-Vaux là một xã thuộc tỉnh Isère trong vùng Rhône-Alpes đông nam nước Pháp. Xã này nằm ở khu vực có độ cao từ 877-1712 mét trên mực nước biển. Theo điều tra dân số năm 1999 của INSEE có dân số là 495 người.